# Violencia Rivas
Violencia Rivas es un personaje ficticio creado en 2009 por el actor y humorista argentino Diego Capusotto, en su programa de televisión Peter Capusotto y sus videos. El nombre fue tomado de la cantante Violeta Rivas (1937-2018). Apareció por primera vez el 31 de agosto de 2009, físicamente guarda un parecido con la filósofa Hannah Arendt,
Siguiendo la línea de Micky Vainilla, Pomelo y Bombita Rodríguez, Capusotto y el guionista Pedro Saborido dan vida a Violencia, una cantante que en la década de 1960 se anticipó al punk, con canciones pegadizas con fuerte crítica social contra el machismo, el consumismo, la televisión, la educación, el sistema y la vida en general.

## Biografía
Debutó como cantante a los 17 años, en La barra de la nueva ola juvenil, parodia del programa de televisión El Club del Clan (dicho sea de paso, su nombre es parodia de Violeta Rivas, quien integró dicho programa). Allí, muchos músicos cantaban al amor burgués e imponían bailes y ropa de moda. Todas las canciones eran compuestas por el cincuentón Dino Garmendia (parodia del compositor Dino Ramos). Cuando Violencia pudo cantar sus propios temas, revolucionó la música argentina y escandalizó a la opinión pública. Entre sus éxitos se destacan «Educarse es una mierda», «Llegó el verano, la puta que te parió», «Metete tu cariño en el culo»; «Navidad (Mear en la sidra)», «No me depilo las axilas» y «Buen fin de semana, anda a la concha de tu hermana».
Actualmente es una alcohólica que reaparece en televisión para contar su vida. Tiene nueve hijas: una psicóloga ("que ayuda a los cagados a aceptar su condición, y a los cagadores a cagar sin culpa"), una socióloga (que partió queriendo cambiar el sistema y ahora hace encuestas), una terapista alternativa (que ayuda a relajarse a los que les quitan relajo a los demás), una maestra jardinera (que adoctrina a los niños para aceptar el sistema), una personal trainer ("saca a pasear gente que se preocupa más por el estado de su c... que por el de su cerebro"), una actriz ("que se metió al teatro para reflejar la vida, pero lo único que hace es querer subirse al escenario"), una dentista (que odia por "quitarle el dolor a los que se lo causan a otros"), una antropóloga (que "como se c... de hambre puso un restorán étnico"), una artista plástica ("que decide si un culo es una obra de arte o un ojete ordinario) y una probadora de vinos ("que fue de universidad en universidad y se quedó así"); a todas ellas las ataca por ser funcionales al sistema.
Durante las entrevistas, constantemente empieza a enojarse poco a poco y finalmente empieza a dar un furioso discurso contra distintos objetivos, como las tradiciones, el capitalismo (donde según ella "explotas o sos explotado"), las festividades y el sistema educativo. Al final de estos discursos, ella se pone tan violenta (según su nombre) que procede a atacar a sus hijas, sus mascotas y a los camarógrafos de la entrevista.
También muestra videos de "incidentes" de los que formó parte, atacando a distintas personas en diferentes lugares que "la sacan de quicio" como bancos, hospitales y restaurantes, y se disculpa por lo ocurrido.